# Quint Saloni Sarra
Quint Saloni Sarra (en llatí Quintus Salonius Sarra) va ser pretor el 192 aC i va obtenir Sicília com a província.